# Ulobomopes unicus
Ulobomopes unicus
Genre
Espèce
Ulobomopes unicus, unique représentant du genre Ulobomopes, est une espèce fossile d'araignées aranéomorphes de la famille des Uloboridae.

## Distribution
Cette espèce a été découverte dans de l'ambre de la mer Baltique. Elle date du Paléogène.

## Publication originale
- (en) Jörg Wunderlich, Fossil spiders of the family Uloboridae (Araneae) in Baltic and Dominican amber., vol. 3, coll. « Beiträge zur Araneologie », 2004, 851–886 p..